# Lindsdal
Lindsdal er en by i Kalmar kommune, Kalmar län, Småland, Sverige. Byen ligger 10 kilometer nord for Kalmar.